# Donald McIntyre
Sir Donald McIntyre (ur. 22 października 1934 w Auckland) – nowozelandzki śpiewak operowy, baryton.

## Życiorys
Podstawy edukacji muzycznej odebrał w Auckland, początkowo występował z koncertami w Nowej Zelandii. Uzupełniające studia muzyczne odbył w Guildhall School of Music w Londynie. Debiutował w 1959 roku w Welsh National Opera w Cardiff jako Nabuchodonozor w Nabucco. W latach 1960–1967 występował z Sadler’s Wells Opera w Londynie. W 1967 roku jako Pizarro w Fideliu debiutował na deskach londyńskiego Covent Garden Theatre. W tym samym roku rolą Telramunda w Lohengrinie debiutował też na festiwalu w Bayreuth, gdzie występował do 1981 roku, kreując role Dalanda w Holendrze tułaczu, Klingsora w Parsifalu, Gorwenala w Tristanie i Izoldzie oraz Wotana w Złocie Renu. W 1975 roku rolą Wotana debiutował także w Metropolitan Opera. Poza partiami wagnerowskimi śpiewał także m.in. role Jochaanana w Salome, Baraka w Kobiecie bez cienia, Scarpii w Tosce, Rigoletta w Rigoletcie, Kaspera w Wolnym strzelcu, Golauda w Peleasie i Melisandzie, Wozzecka w Wozzecku.
Oficer (1977) i Komandor (1985) Orderu Imperium Brytyjskiego. W 1992 roku otrzymał tytuł szlachecki.